# Natthaphong Chantawong
Natthaphong Chantawong (thailändisch ณัฐพงษ์ จันทะวงษ์, * 11. März 2003 in Bueng Kan) ist ein thailändischer Fußballspieler.

## Karriere
Natthaphong Chantawong erlernte das Fußballspielen in der Jugendmannschaft vom Udon Thani FC. Hier unterschrieb er Anfang Januar 2022 auch seinen ersten Profivertrag. Der Verein aus Udon Thani spielte in der zweiten thailändischen Liga, der Thai League 2. Sein Zweitligadebüt gab Natthaphong Chantawong am 12. Februar 2022 (23. Spieltag) im Heimspiel gegen den Trat FC. Hier wurde er in der 87. Minute für Jongrak Pakdee eingewechselt. Trat gewann das Spiel 2:1.